# روني باكلي
روني باكلي (بالإنجليزية: Ronnie Buckley)‏ هو منافس ألعاب قوى أسترالي، ولد في 15 يونيو 1986.

## وصلات خارجية
- روني باكلي على موقع الاتحاد الدولي لألعاب القوى (الإنجليزية)
- روني باكلي على موقع النتائج التاريخية لألعاب القوى الأسترالية (الإنجليزية)